# George Tupou I.

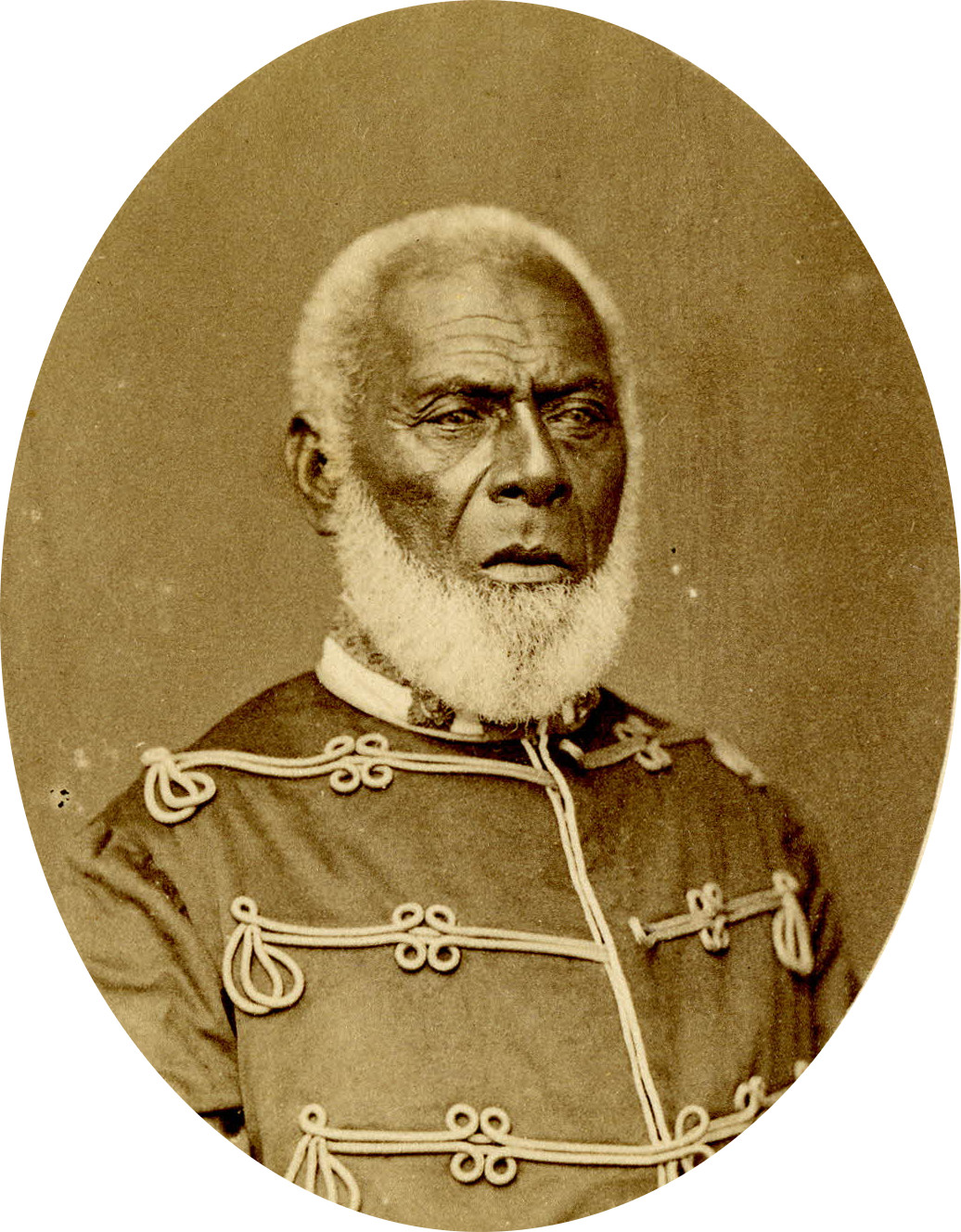
George Tupou I. (um 1880)

George Tupou I. (tonganisch: Siaosi Tupou I.; * 4. Dezember 1797 in Niuʻui, Lifuka, Haʻapai; † 18. Februar 1893 in Nukuʻalofa, Tongatapu) war König von Tonga vom 4. November 1845 bis zu seinem Tode am 18. Februar 1893. Bevor er diesen Namen annahm, hieß er Taufaʻahau und hatte den höchsten tonganischen Titel eines Tuʻi Kanokupolu inne.

## Leben
Taufaʻahau übernahm 1820 von seinem Vater die Herrschaft (Tuʻi Haʻapai) über die tonganische Inselgruppe Haʻapai. In der Schlacht von Velata, auf der Insel Lifuka, besiegte er 1826 den Tuʻi Tonga Laufilitonga. 1831 nahm er den christlichen Glauben an. Im Jahr 1833 gelang es ihm, auch die Herrschaft (Tuʻi Vavaʻu) über die tonganische Insel Vavaʻu von seinem Schwiegervater zu übernehmen. Mit Hilfe des Missionars Shirley Baker formulierte er 1839 grundlegende Gesetze nach westlichem Vorbild für Vavaʻu und Haʻapai. 
Taufaʻahau erbte 1845 den Titel des 19ten Tuʻi Kanokupolu und wurde neben dem letzten Tuʻi Tonga Fatafehi Laufilitonga mächtigster Mann Tongas. Daraufhin gründete er das Königreich Tonga noch im selben Jahr und wurde König George Tupou I. 
Widerstände der übrigen tonganischen Führer führten zu einer Neuformulierung der Gesetze im Jahr 1850, so dass eine beratende Versammlung – fakataha – geschaffen wurde, in der die traditionellen Führer den König beraten sollten. Im Jahr 1862 gab es dann eine weitere Änderung der Gesetze: im Edict of Emancipation wurden die gewöhnlichen Tonganer aus der Abhängigkeit von den traditionellen tonganischen Führern befreit. Als am 9. Dezember 1865 der Tuʻi Tonga ohne Erbe starb, gab es keinen ebenbürtigen Rivalen um die Macht mehr und so wurde die tonganische Verfassung am 16. September 1875 von König George Tupou I. nach britischem Vorbild erlassen.
Am 1. November 1876 schloss das deutsche Kaiserreich einen Freundschaftsvertrag mit Tonga, der unter anderem Kriegsschiffen beider Länder die Häfen des anderen zur Verfügung stellt. Die englische Politik sah darin einen Schritt, Tonga zur Kolonie zu machen. George Tupou I. nutzte die Rivalität der beiden europäischen Mächte, um Tongas Unabhängigkeit zu sichern.
Er starb am 18. Februar 1893 in Nukuʻalofa, Tongatapu.